# Aldo Drosina-stadion
Aldo Drosina-stadion (kroatiska: Stadion Aldo Drosina, italienska: Stadio Aldo Drosina) är en idrottsarena i Pula i Kroatien. Den uppfördes åren 1994–2010 och är sedan år 2003 uppkallad efter den tidigare lokale fotbollsspelaren och tränaren Aldo Drosina (1932–2000). Aldo Drosina-stadion är hemmaarena för de två lokala fotbollslagen NK Istra 1961 och NK Istra.